# Elektrizitätswerk Schlesien
Elektrizitätswerk Schlesien (skrót EWS, pisane również jako Elektricitätswerk Schlesien) – zakład energetyczny i operator tramwajowy z siedzibą we Wrocławiu, funkcjonujący na Dolnym Śląsku od 1909 r. do zakończenia II wojny światowej.
Własnością firmy były przed 1945 rokiem elektrownie węglowe w Siechnicach koło Wrocławia, Miłkowie koło Nowej Rudy oraz Wałbrzychu.

## Historia

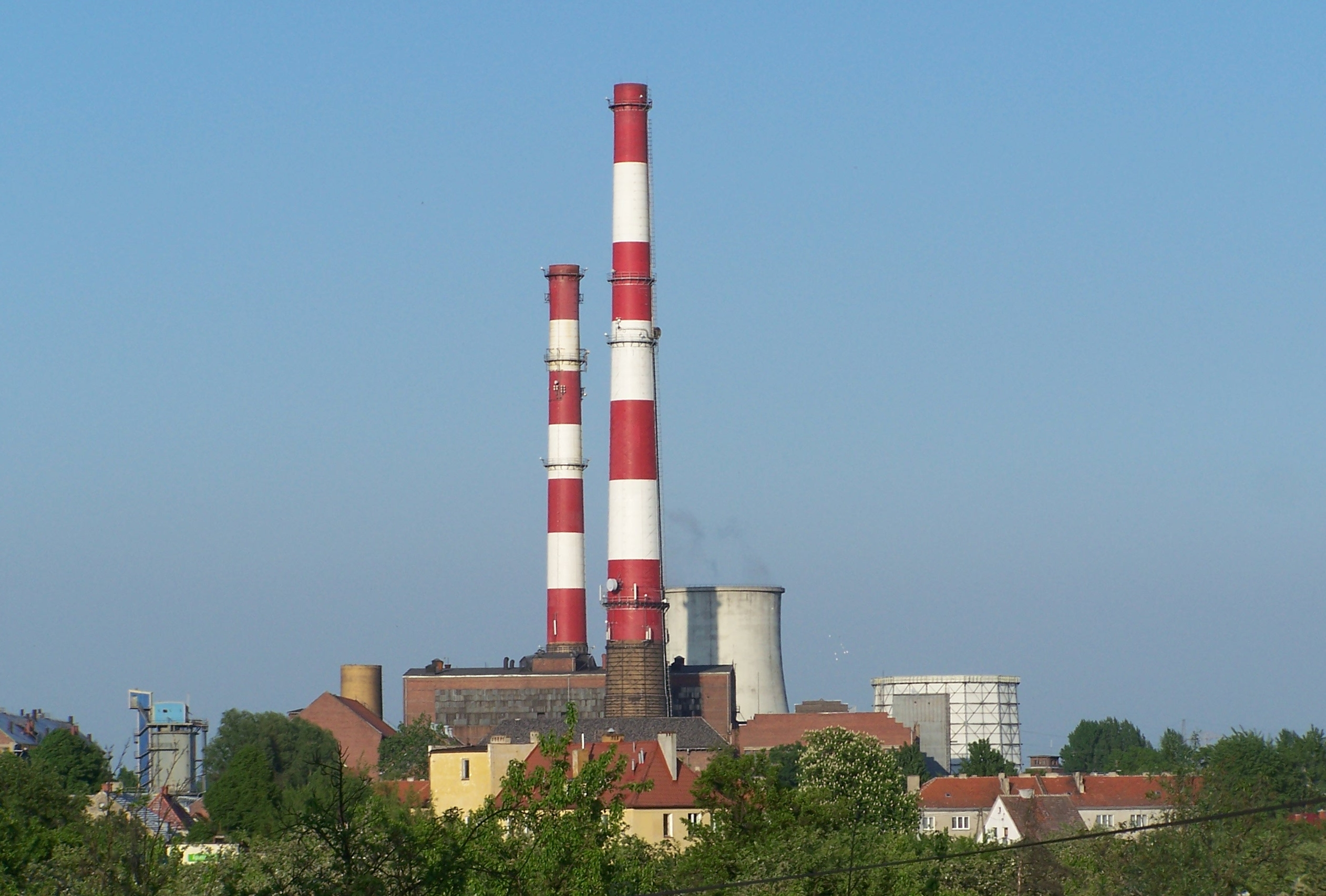
Elektrociepłownia Siechnice, w przeszłości elektrownia należąca do EWS

Firma została założona w 1909 roku przez koncern Allgemeine Elektricitäts-Gesellschaft (AEG) jako spółka inwestycyjna dla przedsiębiorstw energetycznych. Udziałowcami, oprócz AEG, były władze prowincji Śląsk oraz niektóre miasta i gminy na obszarze dostaw, później również koncern Elektrowerke AG.
Spółka w 1909 r., w czasie powszechnej elektryfikacji Niemiec, wybudowała sieć elektroenergetyczną oraz uruchomiła pierwsze elektrownie (Miłków i Siechnice). Sieć EWS o łącznej długości ponad 2500 km ostatecznie połączyła 654 gminy Dolnego Śląska i obszar zamieszkiwany przez ok. milion mieszkańców.
W 1922 r. spółka przejęła zakład energetyczny Niederschlesischen Elektrizitäts- und Kleinbahn AG in Waldenburg, stając się operatorem wałbrzyskich tramwajów.
W 1927 r. zawarto długoterminowy kontrakt na dostawę energii elektrycznej z koncernem Elektrowerke, celem zapewnienia odpowiedniej podaży energii dla odbiorców w regionie. Dla wzmocnienia gospodarki regionu EWS połączyła w 1927 roku sieć energetyczną z zagłębia węgla brunatnego w rejonie Lipska z siecią w dolnośląskim zagłębiu węglowym poprzez linię przesyłową wysokiego napięcia (100 kV) z Bolesławca do Siechnic.
Przedsiębiorstwo zakończyło działalność na początku 1945 roku, po zdobyciu Śląska przez Armię Czerwoną.

## Elektrownie EWS
- Elektrownia w Miłkowie,
- Elektrociepłownia Czechnica w Siechnicach,
- Elektrownia w Wałbrzychu.